# Kultura we Wrocławiu

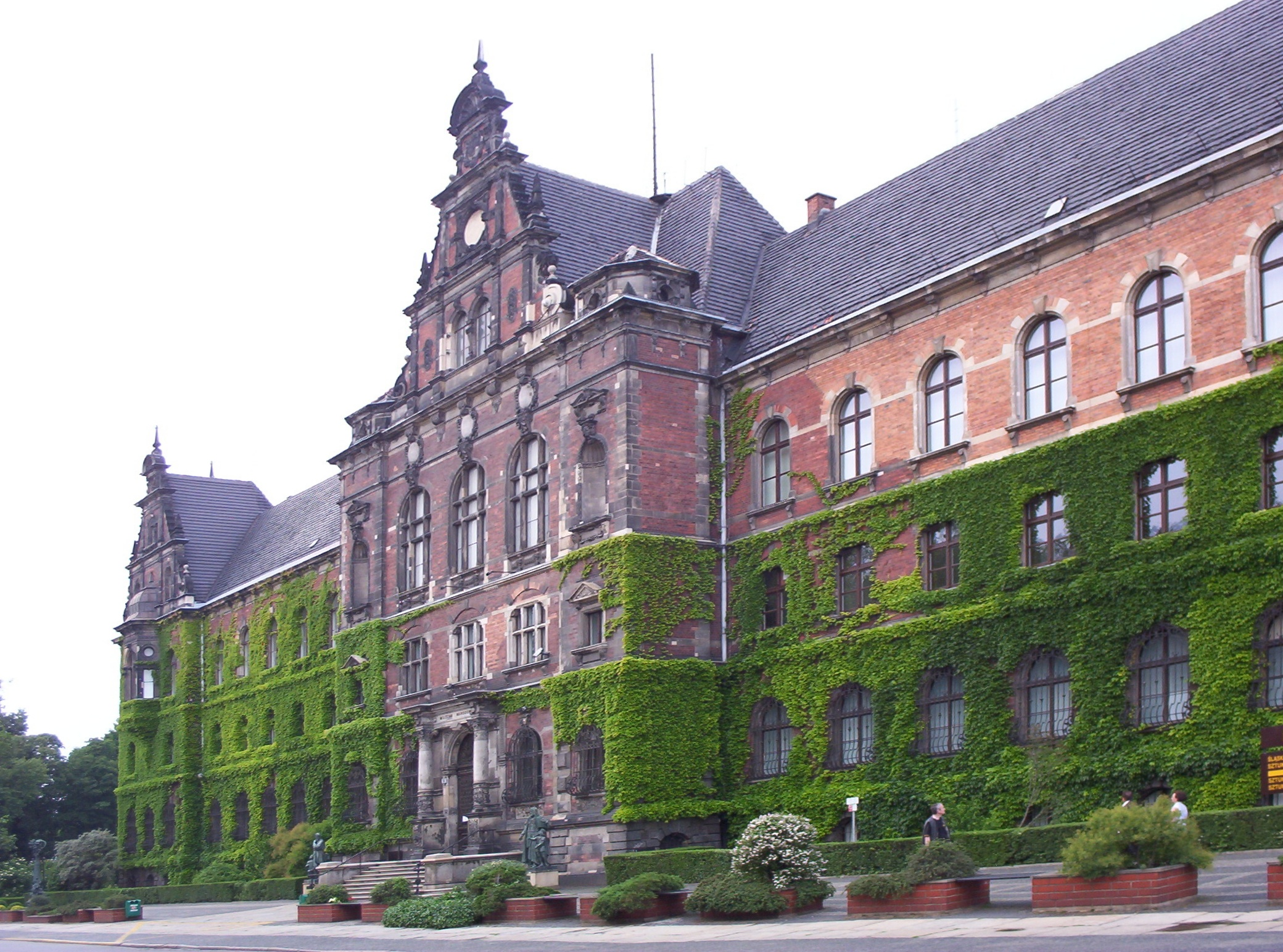
Muzeum Narodowe we Wrocławiu

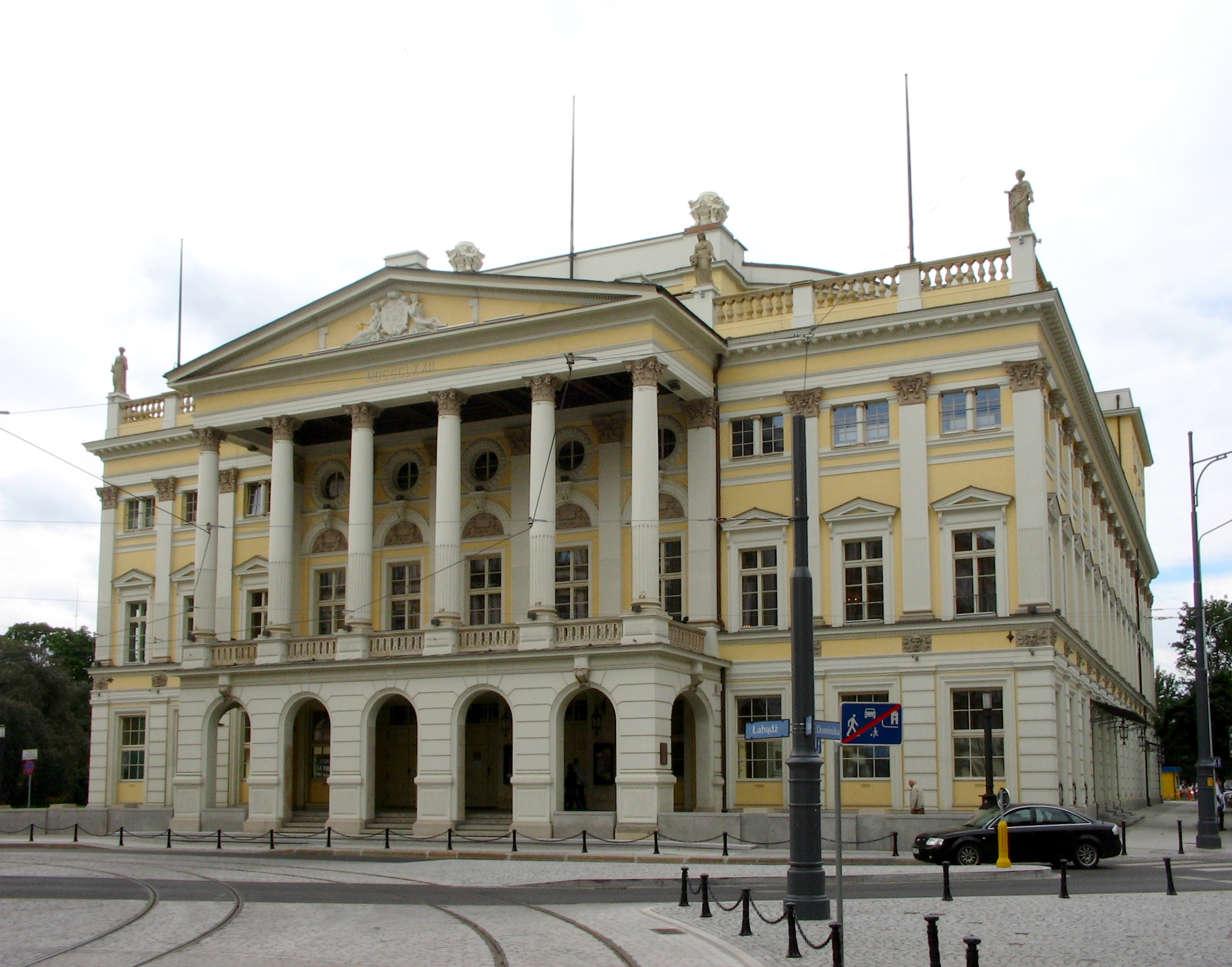
Opera Wrocławska

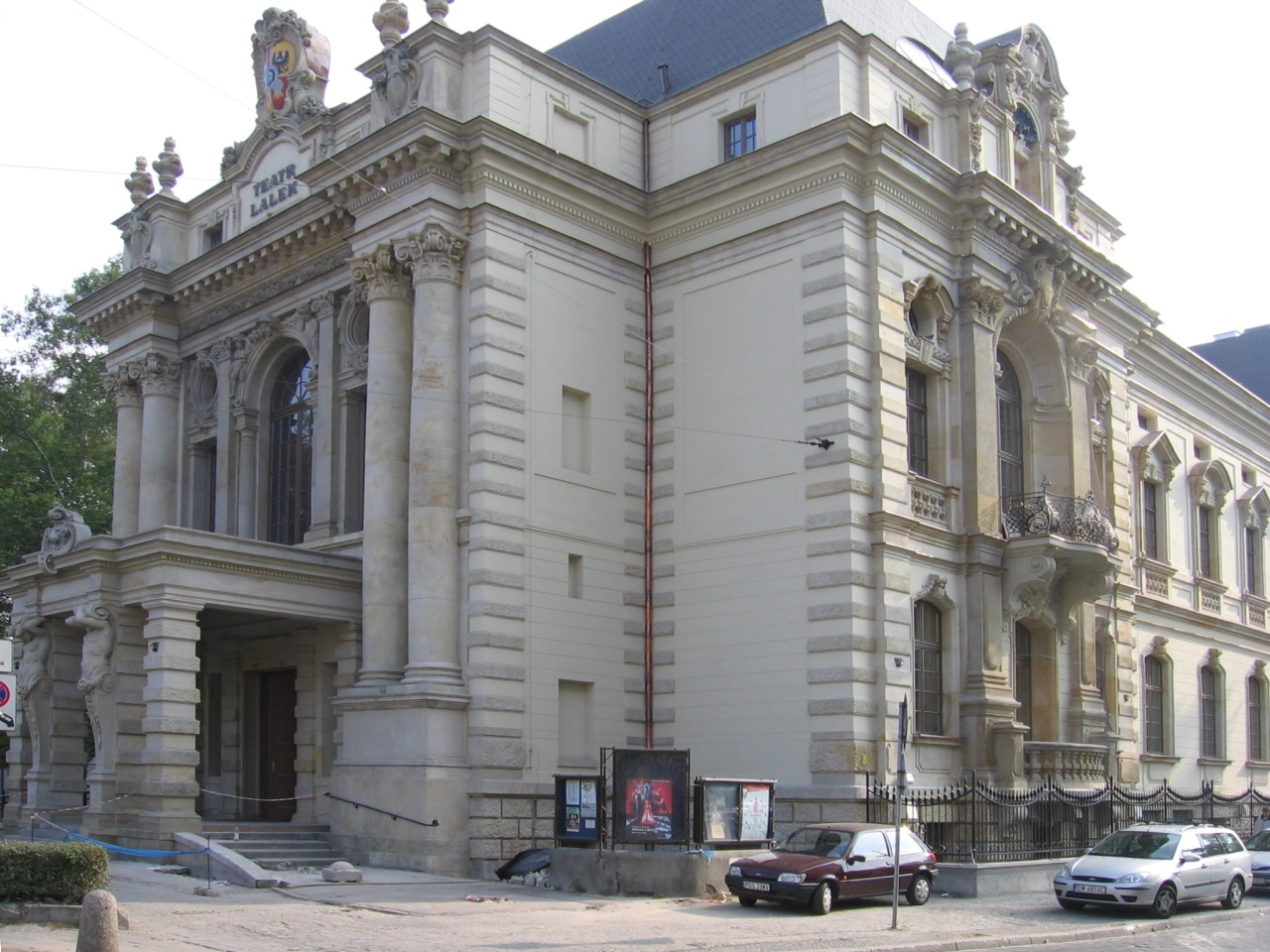
Teatr Lalek

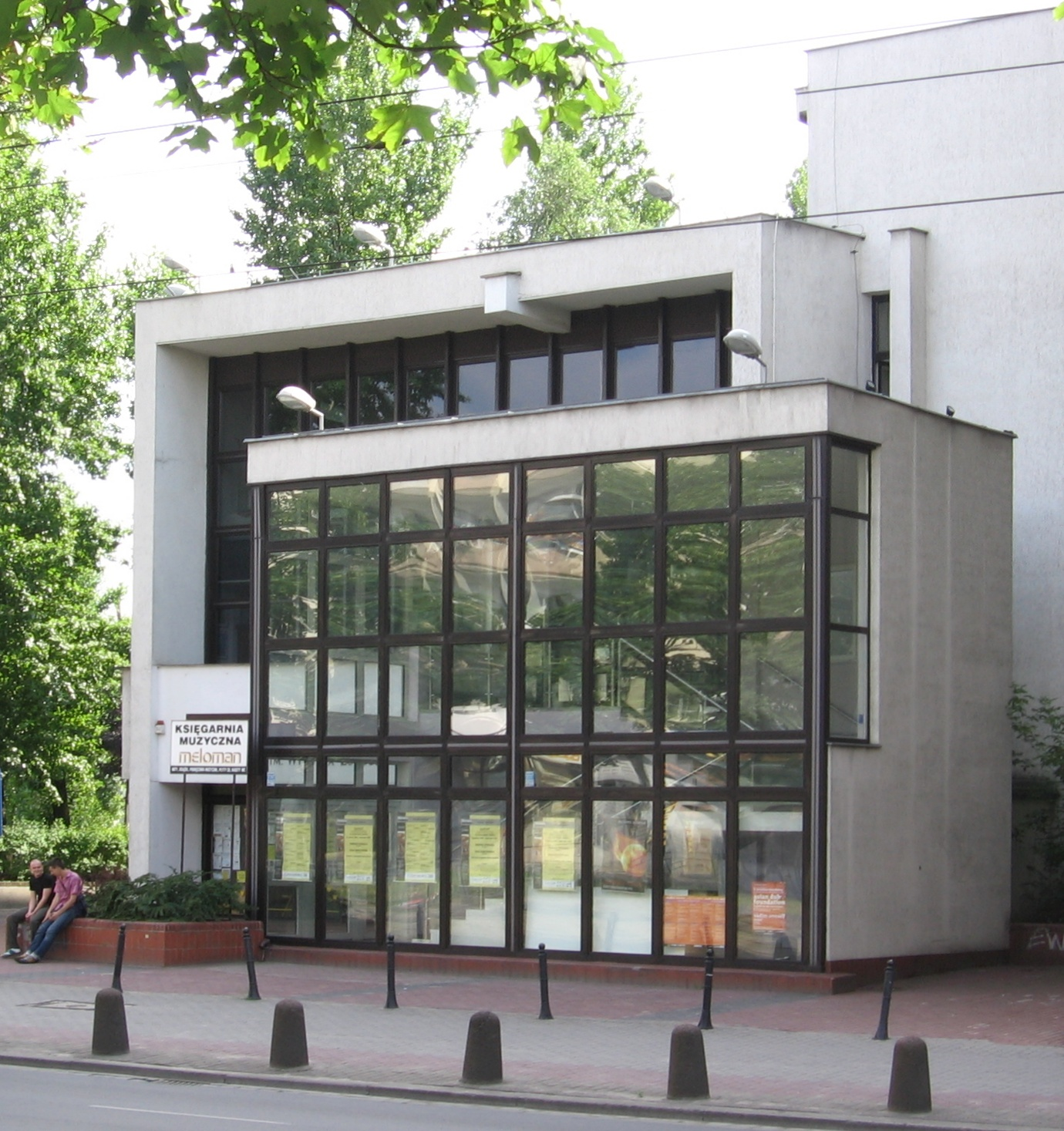
Filharmonia Wrocławska

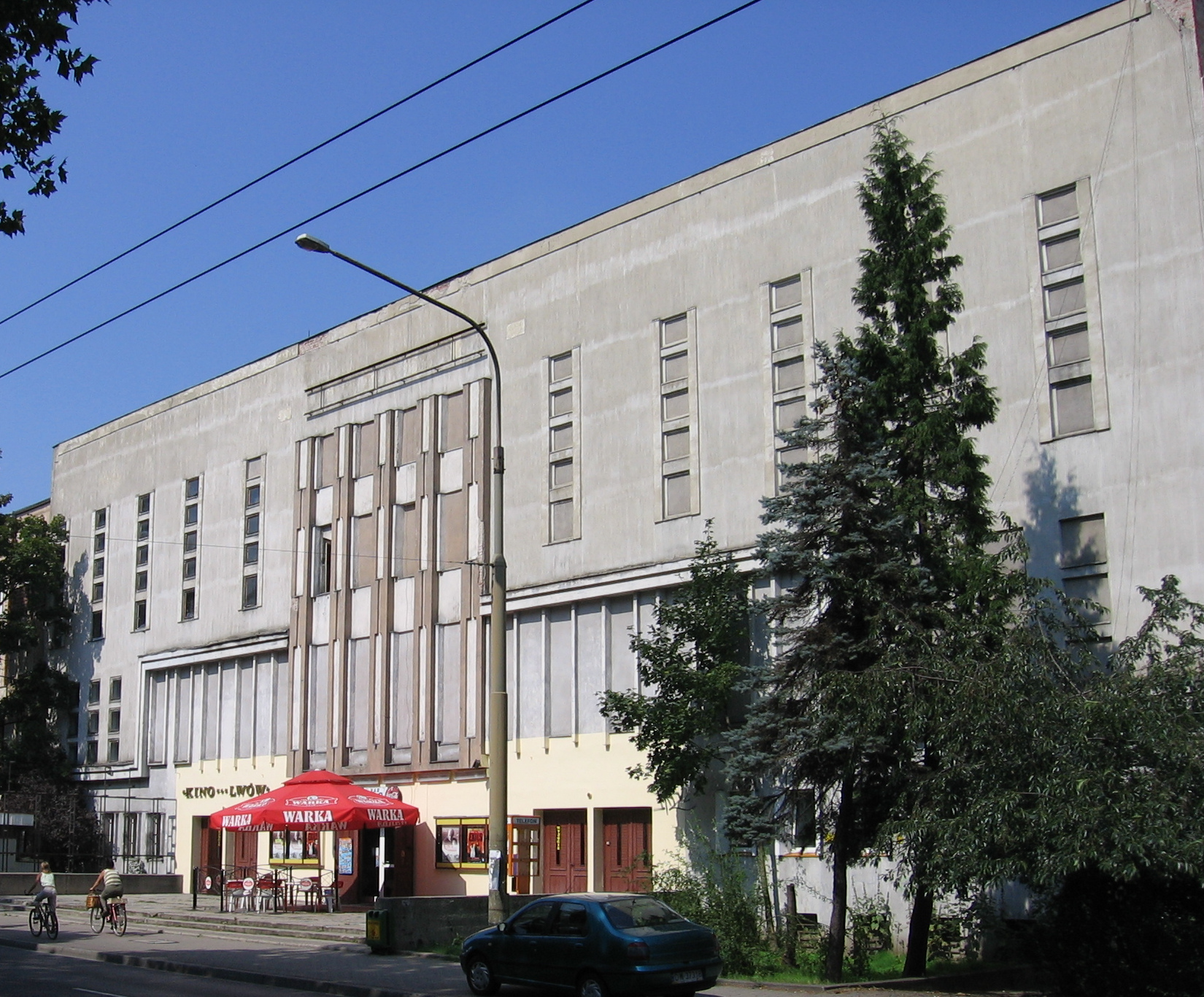
Kino „Lwów”

Wrocław jest jednym z najważniejszych ośrodków kulturalnych i intelektualnych w Polsce o wielowiekowej tradycji.

## Muzea
Wrocław charakteryzuje się dużym zagęszczeniem obiektów muzealnych. Tutaj znajduje się Panorama Racławicka będąca pod zarządem Muzeum Narodowego oraz jedyne w Polsce Muzeum Architektury. Po zakończeniu II wojny światowej do miasta zostało przeniesione Muzeum Książąt Lubomirskich wraz z jego kolekcją.
- Muzeum Narodowe
  - Panorama Racławicka
  - Etnograficzne
- Muzeum Miejskie Wrocławia
  - Archeologiczne
  - Muzeum Historyczne
  - Militariów (Arsenał Miejski)
  - Sztuki Medalierskiej
  - Sztuki Mieszczańskiej
  - Sztuki Cmentarnej
- Muzeum „Pana Tadeusza”
- Akademii Sztuk Pięknych
- Archidiecezji Wrocławskiej
- Architektury
- Muzeum Farmacji
- Muzeum Geologiczne im. Henryka Teisseyre
- Mineralogiczne Uniwersytetu Wrocławskiego
- Otwarte Muzeum Odry
- Poczty i Telekomunikacji
- Muzeum Przyrodnicze
- Uniwersytetu Wrocławskiego
- Wojsk Inżynieryjnych
- Muzeum Współczesne

## Teatry
W dzisiejszym Wrocławiu działa kilkanaście teatrów i grup teatralnych, kultywujące wielowiekowe tradycje teatralne w mieście. Do ważniejszych zaliczyć można Teatr Polski złożony z trzech scen, Teatr Współczesny powstały w początkach lat 70. XX w. we Wrocławiu, będący inicjatorem Międzynarodowego Festiwalu Teatralnego Dialog-Wrocław odbywającego się co 2 lata.
Tradycje operowe we Wrocławiu sięgające pierwszej połowy XVII w., podtrzymuje Opera Wrocławska wzniesiona w latach 1839–1841. Dla melomanów ważna jest również Filharmonia Wrocławska utworzona w 1954, m.in. z inicjatywy Wojciecha Dzieduszyckiego.
- Ad Spectatores
- Gest (Teatr Mimu Politechniki Wrocławskiej)
- Filharmonia
- Teatr Piosenki
- Teatr Instytutu im. Jerzego Grotowskiego
- Teatr k2
- Teatr Kalambur
- Teatr Korba. teatrkorba.pl. [zarchiwizowane z tego adresu (2018-11-05)].
- MK-Studio – Teatr Muzyczny dla Dzieci
- Nowy Teatr
- Opera Wrocławska
- Piotruś Pan Art-Event Pogotowie Teatralne
- Teatr Arka
- Teatr Misterium
- Teatr na Bruku
- Teatr Pantomimy AP
- Teatr Tańca Arka
- Teatr Trakt
- Teatr Zakład Krawiecki
- TE-O-KA Grupa Teatralna
- Teatr „Zielona Latarnia”
- Wrocławski Teatrzyk Tańca Arabeska
- Teatr Komedia
- Teatr Laboratorium (obecnie Teatr Instytutu im. Jerzego Grotowskiego)
- Teatr Polski ze scenami: Scena Główna, Scena Kameralna, Scena „Na Świebodzkim”
- Teatr Muzyczny Capitol (dawniej Operetka Wrocławska)
- Wrocławski Teatr Piosenki
- Teatr Formy
- Teatr Państwowej Wyższej Szkoły Teatralnej
- Teatr Lalek
- Teatr Współczesny
- Wrocławski Teatr Pantomimy
- Teatr Pieśń Kozła
- Teatr Improwizacji Improkracja
- Teatr Improwizacji Jesiotr

## Kina
We Wrocławiu działają multipleksy sieci Cinema City, Multikino i Helios zlokalizowane w centrach handlowych. W mieście funkcjonuje także największe w Polsce kino studyjne – Kino Nowe Horyzonty. Dawniej we Wrocławiu działały także kameralne kina o znacznie dłuższej historii jak kina „Lwów” i „Warszawa”, obecnie ich tradycje kontynuuje Dolnośląskie Centrum Filmowe.